# III. Baket

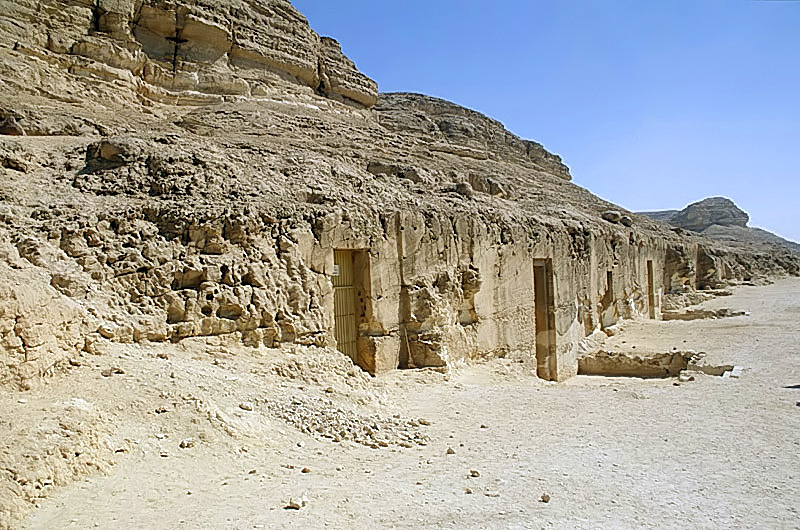
Baket és fia, Heti sírja Beni Haszánban

III. Baket ókori egyiptomi hivatalnok volt, a felső-egyiptomi 16. nomosz, Ma-hedzs kormányzója a XI. dinasztia idején, az első átmeneti kor vége felé. Elődje valószínűleg apja, Ramusenti volt, utódja talán fia, Heti, székhelye a nomosz központja, Menat Hufu.
Amikor már határozottan úgy tűnt, hogy a polgárháborúban a II. Montuhotep vezette thébaiak fognak győzni, Baket szakított nomosza addigi, semlegességre törekvő politikájával, és a thébaiak oldalára állt. Ez lehetővé tette, hogy családja még évtizedekig megőrizze hatalmát: halála után Heti követte, aki valószínűleg a fia volt, majd őt leszármazottai, mígnem I. Amenemhat idején I. Hnumhotep kormányzó kinevezésével új család került hatalomra.
Nomoszkormányzói címe mellett viselte a hati-aa címet, emellett az „Alsó-Egyiptom királyának kincstárnoka”, „bizalmas barát”, „a király igazi társa” és a „Neheb polgármestere” címeket is.

## Sírja
Baketet családja nekropoliszába temették, a Beni Haszán-i 15-ös sírba. A sír egy kultuszkápolnából és egy sírkamrából áll, és jól ismert díszítéseiről. Az északi falon Baketet és feleségét ábrázolják mindennapi teendőik közt, különféle állatokra vadásznak (köztük mesebeliekre is), emellett dolgozó mesteremberek is láthatóak. A keleti falon egy erőd látható, melyet egyiptomiak őriznek, és egy vegyes, egyiptomi gyalogosokból, núbiai íjászokból és talán líbiai parittyásokból álló sereg támad. A jelenet valószínűleg a thébaiak támadását ábrázolja. Ugyanezen a falon birkózókat ábrázolnak különféle pózokban, különféle technikákkal. A déli falon nagyrészt Baket temetése látható, valamint szenetjátékosok is.

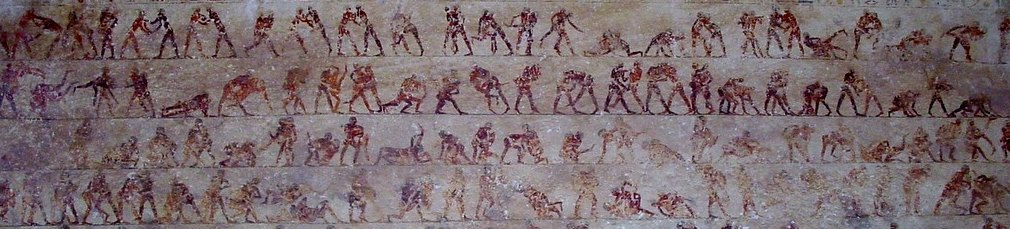
Birkózó-jelenetek.

## Fordítás
- Ez a szócikk részben vagy egészben  a   Baqet III című angol Wikipédia-szócikk ezen változatának fordításán alapul.  Az eredeti cikk szerkesztőit annak laptörténete sorolja fel. Ez a jelzés csupán a megfogalmazás eredetét és a szerzői jogokat jelzi, nem szolgál a cikkben szereplő információk forrásmegjelöléseként.